# Chang'e 5
För andra betydelser, se Chang'e (olika betydelser).

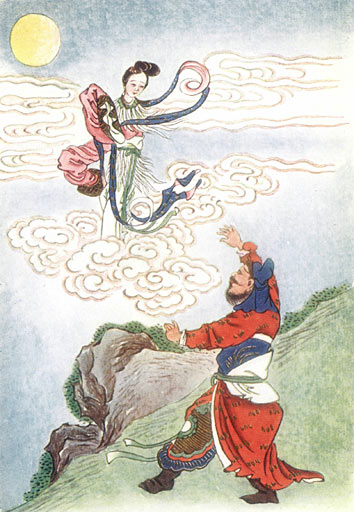
Rymdsonden Chang'e har fått sitt namn från kinesiska mytologiska mångudinnan Chang'e som flög till månen.

Chang'e 5 (嫦娥五号; Cháng'é wǔhào) är en kinesisk rymdsond som ska hämta materialprover från månens yta.
Den sköts upp med hjälp av en Chang Zheng 5-raket, från Wenchangs satellituppskjutningscenter, den 23 november 2020.
Chang'e 5 har en uppskjutningsvikt på ungefär 8 ton. och bestå av fyra moduler (uppifrån och ner); En uppstigningsmodul, en landare, en återvändningsmodul och en skyttel. Alla fyra modulerna kommer att gå in i omloppsbana runt månen. Därefter kommer uppstigningsmodulen och landaren att separeras och landa på månen.
Landaren kommer med en robotarm att ta prover, och sedan överföra dem upp till uppskjutningsmodulen. Uppskjutningsmodulen lyfter och dockar mot skytteln. Därefter flyttas proverna till återvändningsmodulen som kommer att ta proverna tillbaka till jorden. Chang'e 5 återinträdeshastighet är beräknad till 11,2 km/s, när den återvänder till jorden, vilket är snabbare än något kinesiskt rymdskepp tidigare har uppnått. Landningen är planerad i Inre Mongoliet.
Hela uppdraget förväntades ta 8 dagar. Valet av landningsplatsen på månen för Chang'e 5 baserades på foton tagna av det utförda testuppdraget med Chang'e 5-T1. 2 kg prover av sten och grus ska hämtas, och proverna kommer att tas ner till ett djup av  2 meter.
Den 1 december 2020 landade Chang'e 5 på månen. Den 10 december 2020 påbörjade rymdsonden sin återfärd till jorden och den 16 december 2020 landade rymdsonden på jorden. Uppdraget att hämta fysiska prover på månen är tredje fasen i Chang'eprogrammet.